# Malacosteus australis
Malacosteus australis – gatunek głębinowej ryby z rodziny wężorowatych (Stomiidae). Został wyodrębniony w 2007 roku z gatunku Malacosteus niger.